# Blokerende mindretal
Et blokerende mindretal er en betegnelse for en gruppe af stemmeberettigede ved en afstemning, der ved at stemme imod eller undlade at stemme for et forslag forhindrer, at et kvalificeret flertal opnås.
Begreb anvendes bl.a. i EU-sammenhæng, hvor et blokerende mindretal af lande i Rådet, der tilsammen repræsenterer 26 stemmer, kan blokere en vedtagelse, som kræver kvalificeret flertal.